# Сава Іванов
Сава Іванов (болг. Сава Іванов; нар. 3 листопада 1891, Велико-Тирново — пом. 1 квітня 1958, Софія) — болгарський військовик, контр-адмірал в епоху царя Бориса III.

## Життєпис
Народився 3 листопада 1891 року у Велико-Тирново, нащадок відомого болгарського скульптора Колю Фічето. 1910 року закінчив Військове училище в Софії, а 1914 — Санкт-Петербурзький морський кадетський курс.
З 1912 по 1913 рік служив на флоті. У період з 30 березня до 1 вересня 1913 року був капітаном корабля «Дръзки». У тому ж році служив на кораблі «Надежда». З 1914 року спеціалізувався у царині морської авіації в Німеччині.
З 1918 по 1919 — командувач водної станції у Варні. Брав участь у Першій світовій війні.
1931 року призначений командиром гірничодобувної компанії, а з 1932 — командиром морської бригади. З 1933 по 1935 рік був командиром Дунайського флоту.
У період з 5 грудня 1935 по 1 квітня 1937 — командувач Військово-Морського флоту (командир морської дивізії). Пішов у запас у 1939 році.
Працював директором Чорноморського науково-дослідного інституту. 1941 року отримав звання контр-адмірала.
Був двічі мобілізований під час Другої світової війни.
Помер 1 квітня 1958 року в Софії.

## Викладацька діяльність
З 1925 року читав лекції з метеорології, океанології та морської авіації для офіцерів. З 1928 по 1931 рік очолював Воєнно-морське училище у Варні.

## Праці
- «История на Дунавската флотилия за периода 1879—1935 година».
- «Противоподводната и противовъздушна отбрана на морското крайбрежие»,
- «Правилник за управление на българския флот в мирно време»
- «Библиография на Черно море и крайбрежието му»